# Семнон
Семнон (фр. Semnon) је река у Француској. Дуга је 73 km. Улива се у Вилен. 